# Käsberg (Remscheid)
Käsberg war eine Hofschaft in Remscheid in Nordrhein-Westfalen (Deutschland). Die Hofschaft fiel in den 1970er Jahren wüst, die Siedlungsstelle ist heute bewaldet.

## Lage und Verkehrsanbindung
Käsberg lag im südöstlichen Remscheid im statistischen Stadtteil Engelsburg des Stadtbezirks Lennep oberhalb der Panzertalsperre in unmittelbarer Nachbarschaft zur Hofschaft Repslöh. Weitere Nachbarorte war Leverkusen, Eichenhof, Lehmkuhle, Hasenberg, Oberfeldbach, Schneppendahl und das ebenfalls abgegangene Panzer. Der Ort war über Zufahrt über Repslöh erreichbar.

## Geschichte
Die Karte Topographia Ducatus Montani aus dem Jahre 1715 zeigt den Hof als Kesberg. Im 18. Jahrhundert gehörte der Ort zum bergischen Amt Bornefeld-Hückeswagen. 1815/16 lebten 21 Einwohner im Ort. 
1832 gehörte Käsberg der Lenneper Außenbürgerschaft an, die ein Teil der Bürgermeisterei Lennep war. Der laut der Statistik und Topographie des Regierungsbezirks Düsseldorf als Ackerhöfe kategorisierte Ort grenzte unmittelbar an die Lüdorfer Honschaft der Gemeinde Neuhückeswagen und besaß zu dieser Zeit fünf Wohnhäuser und fünf landwirtschaftliche Gebäude. Zu dieser Zeit lebten 48 Einwohner im Ort, davon zehn katholischen und 38 evangelischen Glaubens.
Im Gemeindelexikon für die Provinz Rheinland werden für 1885 fünf Wohnhäuser mit 47 Einwohnern angegeben. Der Ort gehörte zu dieser Zeit zur Landgemeinde Neuhückeswagen innerhalb des Kreises Lennep. 1895 besitzt der Ort fünf Wohnhäuser mit 34 Einwohnern, 1905 vier Wohnhäuser und 38 Einwohner.
1929 wurde die bis dahin selbstständige Stadt Lennep mit Käsberg in die Stadt Remscheid eingegliedert.